# Pia fidelis
Pia fidelis (PF, dosł. lojalna i wierna) – tytuł przyznawany honoris causa niektórym jednostkom wojskowym starożytnego Rzymu. Nadawany był zarówno całym legionom, jak i pojedynczym kohortom, a także jednostkom auxilii, złożonym w większości z peregrini, czyli mieszkańców Cesarstwa Rzymskiego nie posiadających obywatelstwa.
Tytuł tradycyjnie dodawany był do nazwy jednostki, w formie pełnej lub skróconej. Często dodawano także przydomek wzorowany na cognomen cesarza, za panowania którego nagroda została przyznana. Przykładowo kohorta cohors I Brittonum, która odznaczyła się w walce podczas wojen dackich za panowania cesarza Trajana (Marcus Ulpius Traianus) była później wielokrotnie wzmiankowana jako cohors I Brittonum Ulpia torquata pia fidelis civium Romanorum.
W przypadku wielokrotnego nadania tego samego odznaczenia, często fakt ten był odnotowywany w jej nazwie. Przykładem mogą być wzmiankowane w epigrafice łacińskiej Legio I Adiutrix Pia Fidelis Bis („Legion I Pomocny, dwakroć lojalny i wierny”) czy Legio X Gemina Pia Fidelis Domitiana („lojalny i wierny Domicjanowi”). 
Inne tytuły przyznawane jednostkom wojskowym (tak całym legionom, jak pojedynczym alom i kohortom) to civium Romanorum (obywateli rzymskich), felix (szczęśliwy), victrix (zwycięski), fortis (silny), vindex (obrońca), invicta (niezwyciężona), firma (silna) i velox (śmigły). Żołnierze auxilii mogli także otrzymać w nagrodę za wierną służbę prawa obywatelskie, czego potwierdzeniem był tzw. dyplom wojskowy.

## Źródła